# Пишля (посёлок железнодорожного разъезда)
 Пи́шля — посёлок железнодорожного разъезда в составе  Пайгармского сельского поселения Рузаевского района Республики Мордовия.

## География
Находится у железнодорожной линии Рузаевка — Кустарёвка на расстоянии примерно 6 км на запад по прямой от районного центра города Рузаевка.

## Население
Постоянное население составляло 33 человека (русские 64%) в 2002 году, 30 в 2010 году.